# Fermín Fierro Luengo
Fermín Fierro Luengo (Contulmo, 26 de junio de 1926 - 10 de agosto de 2001) fue un político socialista chileno.

## Biografía
Nació en Contulmo, el 26 de junio de 1926. Hijo de Cristóbal Fierro González y Claudina Luengo Leal. Se casó con Carolina del Carmen Toledo Araneda y tuvieron siete hijos.
Ingresó al Partido Socialista Popular en 1937 como empleado particular. En 1954 ingresó al Partido Socialista de Chile y en 1957 ya era miembro de su Comité Central.
En la década de 1950, se desempeñó como regidor de Curanilahue, y entre 1960 y 1961 ocupó el cargo de alcalde de esta comuna. Volvió a ejercer como alcalde de Curanilahue en tres períodos consecutivos:
- Del 26 de septiembre de 1992 al 6 de diciembre de 1996.
- Del 6 de diciembre de 1996 al 6 de diciembre de 2000.
- Desde el 6 de diciembre de 2000 hasta su fallecimiento el 10 de agosto de 2001.

Fue candidato a diputado en 1957 por la Decimoctava Agrupación Departamental "Lebu, Cañete y Arauco", período 1957-1961, sin resultar electo.
En 1961 se presentó nuevamente como candidato a diputado por la Decimoctava Agrupación Departamental, siendo electo para el período 1961-1965. Diputado reemplazante en la Comisión Permanente de Gobierno Interior; integró la Comisión Permanente de Defensa Nacional; y miembro de la Comisión Especial de Petróleo, 1964.
En 1965 fue reelecto diputado por la Decimoctava Agrupación Departamental, período 1965-1969. Integró la Comisión Permanente de Vías y Obras Públicas y la Comisión Especial Investigadora de Actividades del Instituto de Investigaciones Geológicas, 1965-1966.
Organizó más de siete sindicatos en la Provincia de Arauco; presidente del Sindicato Carbonífero de Colico Sur; y secretario Provincial de la Central Única de Trabajadores, CUT.
En las elecciones parlamentarias de 1973 postuló nuevamente a diputado por la Decimoctava Agrupación Departamental en representación de la Unión Socialista Popular (USOPO), sin resultar electo.
Falleció el 10 de agosto de 2001, mientras ejercía como alcalde de Curanilahue en su tercer período consecutivo.

## Historial electoral

### Elecciones parlamentarias de 1973
- Elecciones parlamentarias de 1973, para la 18ª Agrupación Departamental, Lebu, Arauco y Cañete[1]